# アンドレア・リカータ
アンドレア・リカータ（Andrea Licata）はイタリアの指揮者。

## 略歴
シチリア島のパレルモに生まれ、同地のヴィンチェンツォ・ベッリーニ音楽院でフランコ・フェラーラに、次いでローマのサンタ・チェチーリア音楽院でアリーゴ・ペリッチャに学ぶ。1987年にフィレンツェのコムナーレ劇場（フィレンツェ市立劇場）でデビュー。1989年には、作曲家のハンス・ヴェルナー・ヘンツェが新しい音楽の創造・普及のためにトスカーナ州モンテプルチアーノに開設した工房、カンティエレ・インテルナツィオナーレ・ダルテ（Cantiere Internazionale d´Arte）に招かれた。1991年から1994年までカターニアのマッシモ・ベッリーニ歌劇場の音楽監督をつとめる。1992年に「ラ・ジョコンダ」をローマ歌劇場、「アイーダ」を第2回カラカラ浴場オペラフェスティバルで指揮、1996年には「トスカ」をボルティモア歌劇場で指揮し、アメリカでのデビューを飾る。近年はオーストラリア、ニュージーランド、バリ島などにも活動の場を拡げ、2009年にはオーストラリア・オペラで「カヴァレリア・ルスティカーナ」「道化師」を指揮している。